# Naturschutzgebiet Nieder Heide am Egelsberg
Das Naturschutzgebiet Nieder Heide am Egelsberg (NSG-Kennung WES-044) ist rund 4,6 Hektar groß und liegt im südwestlichen Stadtgebiet von Moers. Es umfasst einen feuchten Birken-Eichenwald und grenzt im Süden direkt ans größere Krefelder NSG Egelsberg. Zusammen sind die beiden Naturschutzgebiete nahezu vollständig Teil des FFH-Gebietes DE-4605-302 Egelsberg, wodurch der Bereich zum europäischen Schutzgebietsnetz Natura 2000 gehört.
Die Ausweisung als Naturschutzgebiet dient der Erhaltung eines strukturreichen Feuchtbiotopkomplexes, der im Biotopverbund bedeutend ist; die Umgebung ist überwiegend landwirtschaftlich und durch Siedlungsbereiche geprägt.

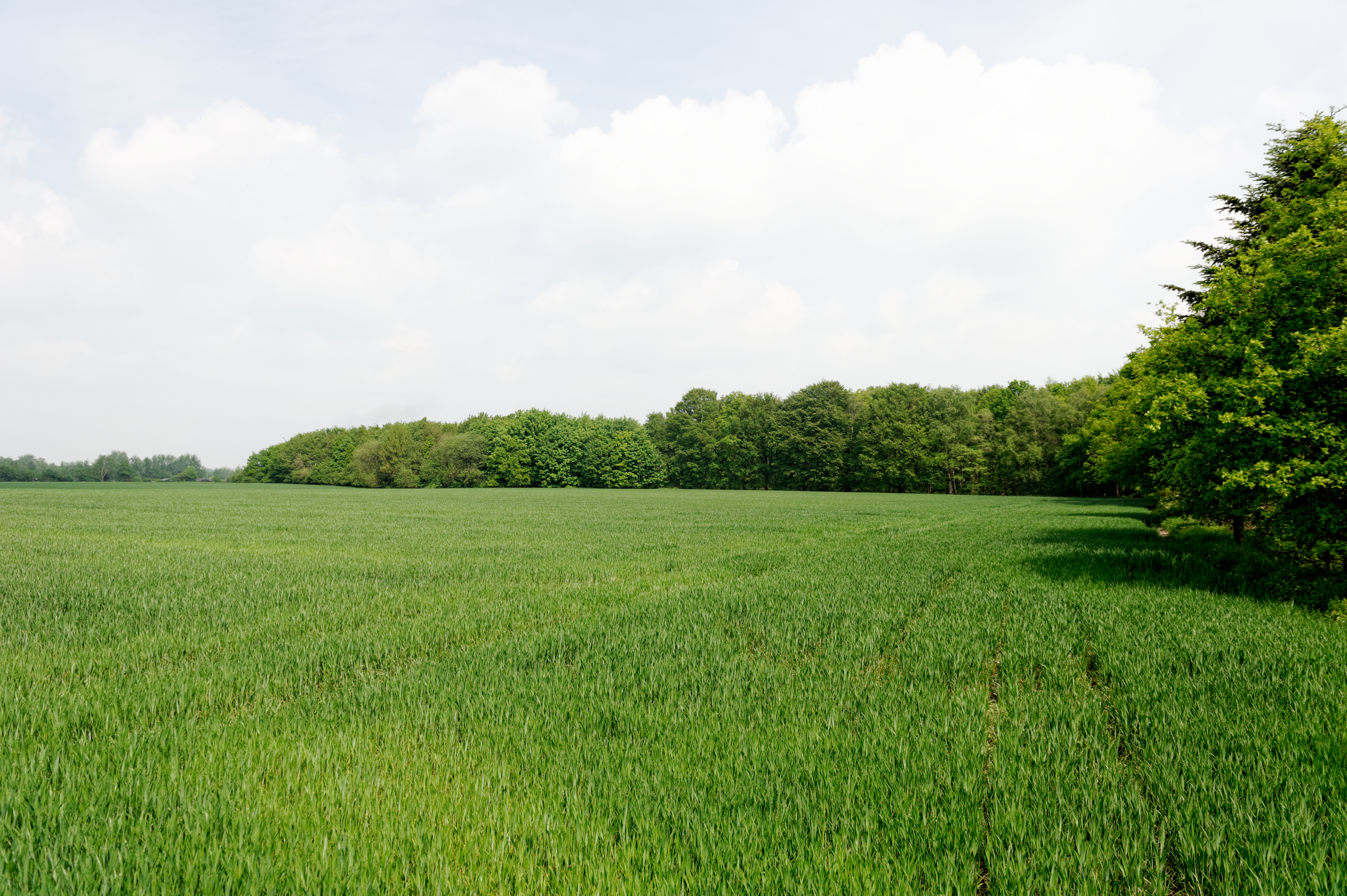
NSG am Horizont
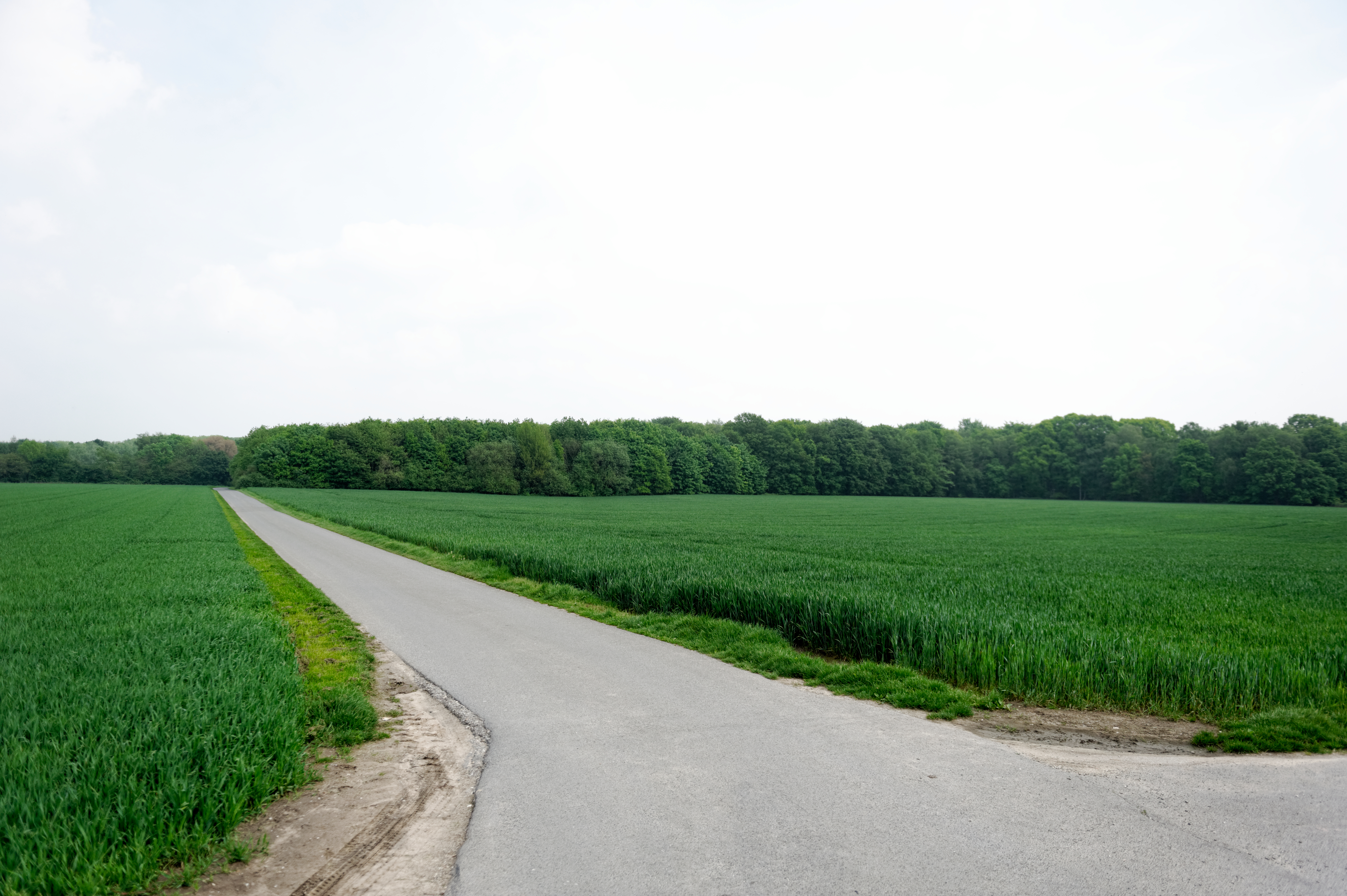
NSG am Horizont
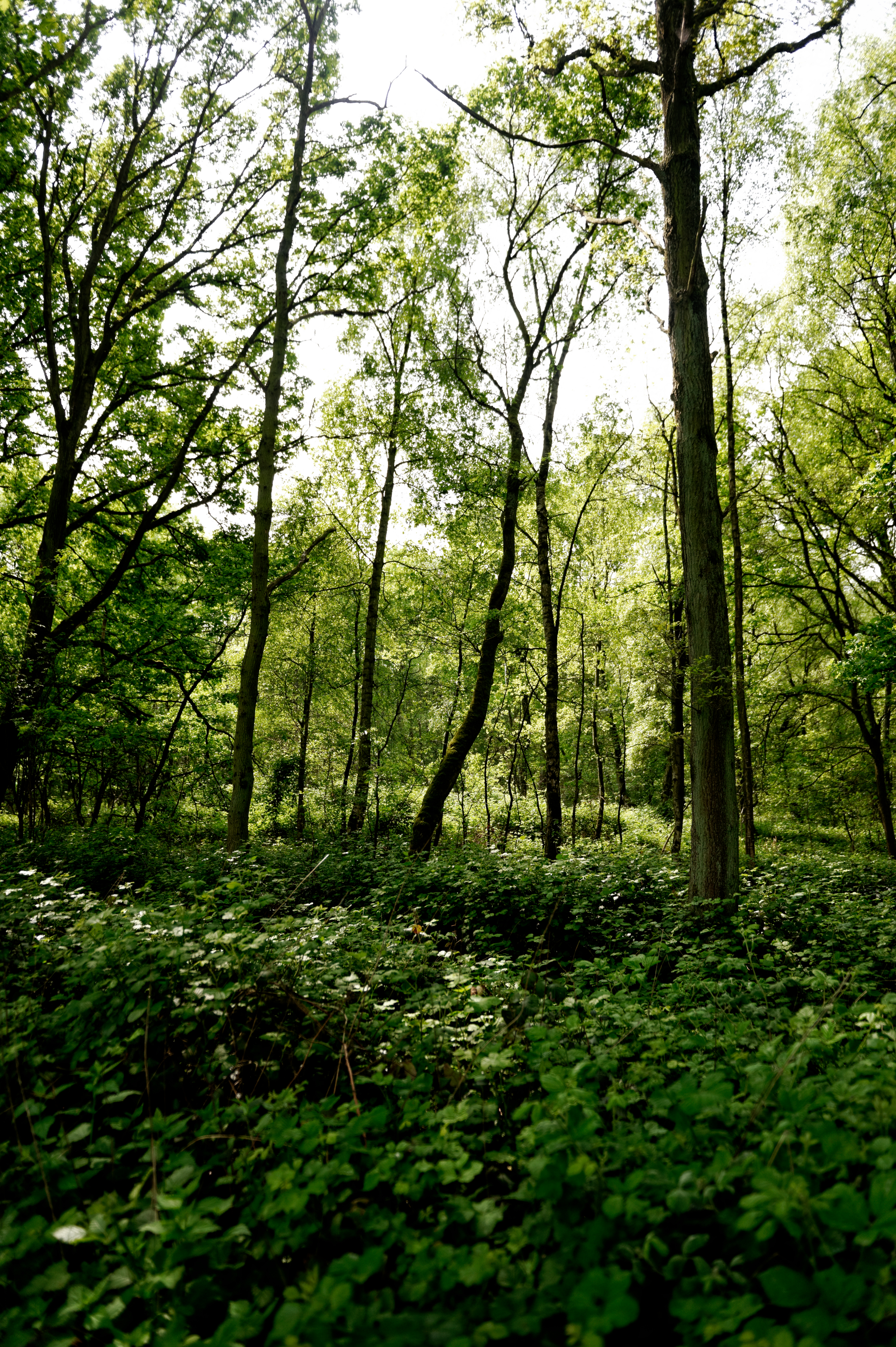
Wald im NSG